# Cycle Collstrop
El equipo ciclista  Cycle Collstrop  fue una antigua formación neerlandesa, de origen belga y luego  sueco, de ciclismo profesional en ruta que se creó en 2004 con el nombre de  'Mr Bookmaker' .

## Historia
En 2005 cambió el nombre por el de  'Unibet.com'  y se integró en el UCI ProTour el  2007. En febrero de 2007 al equipo se le prohibió lucir el logotipo de su patrocinador en Francia por estar prohibida la publicidad de apuestas por internet. A partir de marzo el equipo pasó a llamarse Canyon.com en Francia y Bélgica. Como resultado de esta nueva denominación del equipo fue boicoteado por numerosas organizaciones de carreras y en especial para las grandes vueltas. El resultado fue la desaparición del equipo a final de temporada.
La marca de bicicletas  Collstrop  anunció que tomaría el relevo de Unibet y Canyon como patrocinador para la temporada 2008, pero no por el 2009. El Cycle Collstrop se fusionó con el equipo P3 Transfer-Batavus  a final de temporada para convertirse en el Vacansoleil en 2009.

## Principales victorias

### Clásicas
- Campeonato de Flandes: Baden Cooke (2007)

### Carreras por etapas
- 1 etapa a la Vuelta a Suiza: Rigoberto Urán (2007)
- Tres días de Flandes Occidental: Jimmy Casper (2007)

### Campeonatos nacionales
- Campeonato de Suecia Contrarreloj: Gustav Larsson (2007)
- Campeonato de Venezuela Contrarreloj: José Rujano Guillén (2007)
- Campeonato de Eslovenia en ruta: Borut Božič (2008)
- Campeonato de Uzbekistán en Ruta: Serguei Lagutin (2008)

## Clasificaciones UCI

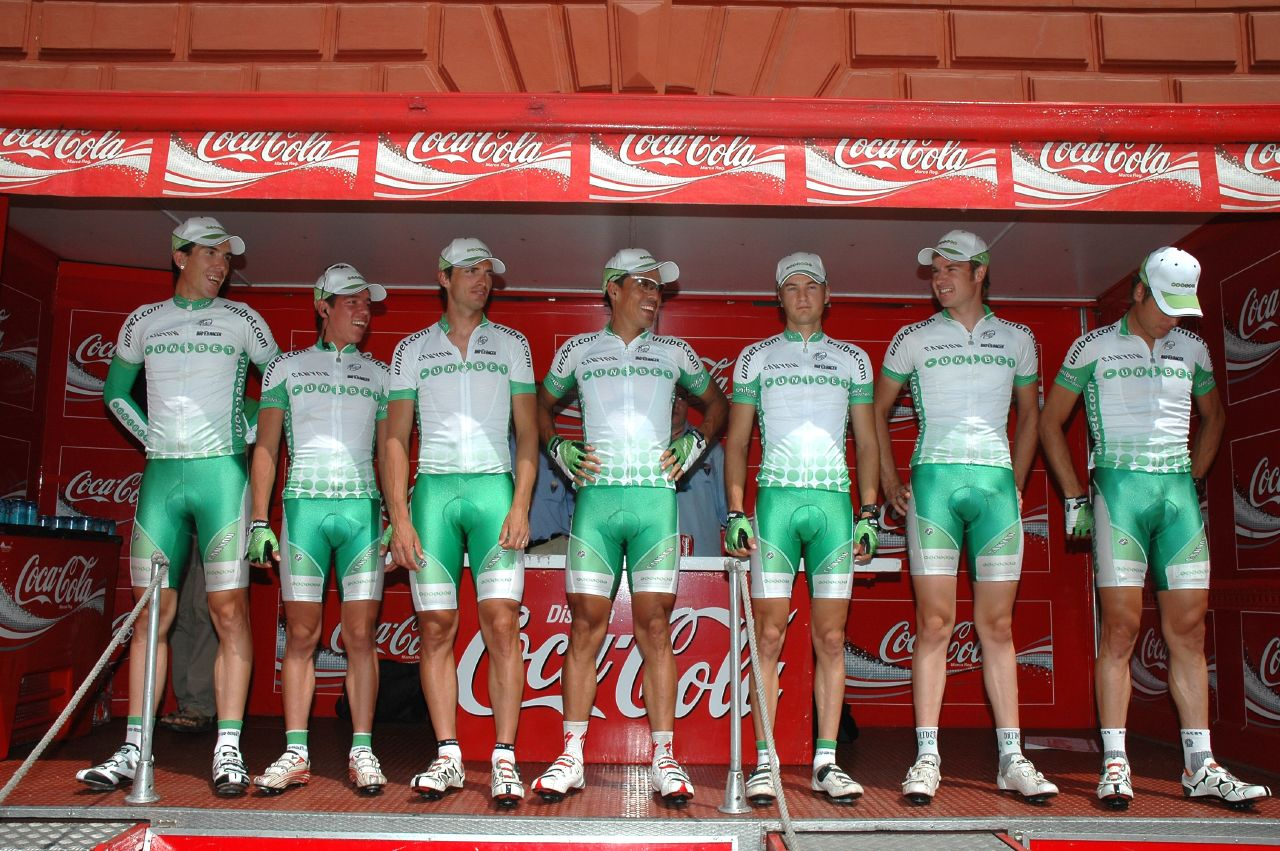
El equipo Unibet.com en 2007

Hasta 1998, los equipos ciclistas se encontraban clasificados dentro de la UCI en una única categoría. La siguiente clasificación establece la posición del equipo al finalizar la temporada.
| Temporada | Clasificación por equipos | Mejor ciclista en la clasificación individual |
| --------- | ------------------------- | --------------------------------------------- |
| 2004      | 26º                       | Roger Hammond (63è)                           |

A partir del 2005 con el estreno de la clasificación UCI ProTour el equipo se incorporó como equipo continental profesional, participando principalmente en el circuito del UCI Europa Tour. La tabla presenta les clasificaciones del equipo en el circuito, así como el mejor ciclista individual.
UCI Asia Tour
| Temporada | Clasificación por equipos | Mejor ciclista en la clasificación individual |
| --------- | ------------------------- | --------------------------------------------- |
| 2005      | 26.º                      | Stefan van Dijk (85.º)                        |
| 2008      | 15º                       | Serguei Lagutin (10º)                         |

UCI Europa Tour
| Temporada | Clasificación por equipos | Mejor ciclista en la clasificación individual |
| --------- | ------------------------- | --------------------------------------------- |
| 2005      | 8º                        | Stefan van Dijk (2º)                          |
| 2006      | 2º                        | Baden Cooke (6º)                              |

UCI Oceania Tour
| Temporada | Clasificación por equipos | Mejor ciclista en la clasificación individual |
| --------- | ------------------------- | --------------------------------------------- |
| 2005      | 15º                       | Ben Day (28º)                                 |
| 2006      | 10º                       | Jonas Ljungblad (17º)                         |

El 2007 l'Unibet puja a categoría ProTour. La taula presenta les classificacions de l'equip al circuit, així com el millor ciclista individual.
| Temporada | Clasificación por equipos | Mejor ciclista en la clasificación individual |
| --------- | ------------------------- | --------------------------------------------- |
| 2007      | 20º                       | Gustav Larsson (57.º)                         |

El 2008 el Cycle Collstrop pierde la licencia UCI ProTeam, pasando a equipo profesional continental y participando en las pruebas del circuito continental. 
| Temporada | Clasificación por equipos | Mejor ciclista en la clasificación individual |
| --------- | ------------------------- | --------------------------------------------- |
| 2008      | 32.º                      | Borut Božič (30.º)                            |